# Grandvals
Grandvals község Franciaország déli részén, Lozère megyében. 2011-ben 83 lakosa volt.

## Fekvése
Grandvals az Aubrac-hegységben fekszik, Nasbinals-tól 9,5 km-re északra, 1050 méteres (a községterület 1018-1235 méteres) tengerszint feletti magasságban, Lozère és Cantal megyék határán.
Északról Brion, nyugatról Saint-Rémy-de-Chaudes-Aigues és Saint-Urcize, délről pedig Recoules-d’Aubrac községekkel határos. Nyugati határát a Bès folyó alkotja. Nasbinals-al és La Chaldette-tel (5 km) a D12-es megyei út teremt összeköttetést.
A községhez tartozik La Brugère és Bonnechare.

## Története
A 11. században bencés monostora Chaise-Dieu-höz tartozott. A történelmi Gévaudan és Auvergne tartományok határán fekvő falu az elvándorlás következtében az utóbbi két évszázadban lakosságának több mint 2/3-át elvesztette.

### Demográfia
| Év   | Lakosság |
| ---- | -------- |
| 1793 | 348      |
| 1851 | 244      |
| 1876 | 276      |
| 1901 | 265      |
| 1936 | 188      |

| Év   | Lakosság |
| ---- | -------- |
| 1946 | 197      |
| 1954 | 176      |
| 1962 | 171      |
| 1968 | 173      |

| Év   | Lakosság |
| ---- | -------- |
| 1975 | 175      |
| 1982 | 127      |
| 1990 | 103      |
| 1999 | 92       |
| 2010 | 83       |

## Nevezetességei
- Temploma a 11. században épült román stílusban.
- Régi római út egy részlete napjainkig fennmaradt.
- Régi malom

## Kapcsolódó szócikk
- Lozère megye községei